# Курцман, Харви
Харви Курцман (англ. Harvey Kurtzman; род. 3 октября 1924 — 21 февраля 1993) — американский писатель, комиксист, карикатурист, редактор, издатель, сценарист, режиссёр, дизайнер, педагог. Известен, прежде всего, по своей работе в американском сатирическом журнале Mad с 1952 по 1956 год, а также работе над стрипами Little Annie Fanny для журнала Playboy с 1962 по 1988 год. Его работы славились своей сатирой и пародией на популярную культуру, социальную критику и внимание к деталям. Метод работы Курцмана был уподоблен методу автора, и он ожидал от иллюстраторов, работавших над его рассказами, чтобы они чётко следовали его макетам.
Курцман начал работать над линейкой комиксов под общим названием New Trend в издательстве EC Comics в 1950 году. Он работал автором и редактором в журналах военных комиксов Two-Fisted Tales и Frontline Combat, для которых он нарисовал множество исторически точных рассказов, прежде чем он придумал свой самый известный комикс — журнал Mad в 1952 году. Курцман выступал автором множества историй, которые часто отрисовывали лучшие комиксисты EC, чаще всего Уилл Элдер, Уолли Вуд и Джек Дэвис. В самом начале своего существования журнал Mad был известен своей социальной критикой и пародиями на поп-культуру. В 1955 году комикс был переформатирован в журнальный формат, и Курцман ушел из издания в 1956 году из-за спора с владельцем EC Comics Уильямом Гейнсом по поводу финансового контроля. После ухода, он поработал над множеством графических работ, включая недолго просуществовавший журнал Trump и выходивший в самиздате Humburg. В 1959 году он создал первую полноценную книгу комиксов, нацеленную на взрослого читателя сатирическую «Jungle Book». Он же проработал редактором малобюджетного издания Help! с 1960 по 1965 год, которое представляло из себя юмористическое издание, в котором публиковались работы как будущего участника «Монти Пайтона» Терри Гиллиама, так и ранние работы андеграундных комиксистов, таких как Роберт Крамб и Гилберт Шелтон. После закрытия Help!, Курцман начал работать над серией рискованных стрипов Little Annie Fanny для журнала Playboy. Несмотря на то, что эта работа большую часть его карьеры приносила Курцману основной доход, он продолжал работать над совершенно различными произведениями, включая сценарий для мультфильма Mad Monster Party? в 1967 году, а также выступая режиссёром, сценаристом и дизайнером нескольких серий «Улицы Сезам» в 1969 году.
С 1973 года Курцман преподавал карикатуру в Школе изобразительных искусств в Нью-Йорке. Под конец жизни его работы получили значимое признание, и он успел застать выход роскошно изданных перепечаток большей части своих работ. В 1988 году в честь Курцмана была названа Премия Харви. Он был включён в Зал славы комиксов Уилла Айснера в 1988 году, а пять его работ вошли в список 100 лучших комиксов XX века по версии журнала The Comics Journal.

## Личная и профессиональная история

### Детство и юность (1924–42)
Харви Курцман мало рассказывал в интервью о своих родителях, поэтому практически ничего не известно об их доамериканской жизни.  Давид Курцман и Эдит Шерман родились и выросли в украинском городе Одесса и были грамотными горожанами. Они принадлежали к большой еврейской городской общине, а сам город переживал экономические трудности в результате русской революции. Вскоре после Первой мировой войны Давид эмигрировал в Нью-Йорк, а вскоре за ним последовала и Эдит предприняв то, что она называла «отчаянным путешествием» стремясь сбежать из только что образованного Советского Союза. В США пара, не соблюдавшая религиозные ритуалы, поженилась через гражданскую церемонию. Первый из двух их сыновей, Закари, родился 8 апреля 1923 года. 
Харви Курцман родился 3 октября 1924 года в многоквартирном доме по адресу Восточная девяносто восьмая улица 428 в Бруклине, Нью-Йорк. Давид присоединился к церкви Христианской науки, и когда у него открылась кровоточащая язва, он обратился к молитве, надеясь таким образом её вылечить. Однако он умер от последствий болезни 29 ноября 1928 года в возрасте 36 лет. Семья оказалась в настолько отчаянном финансовом положении, что мать поместила братьев Курцманов в приют на три месяца, пока не устроилась на работу модисткой. Спустя несколько месяцев Эдит повторно вышла замуж за русско-еврейского иммигранта Авраама Перкеса, который работал в печатной промышленности на должности гравера латуни. Сыновья Курцмана сохранили свою фамилию, хотя их мать взяла фамилию Перкеса. У пары 17 февраля 1931 года родился сын Дэниел. В 1934 году семья переехала в более престижный район Бронкс, в котором семья проживала по адресу 2166 Клинтон-авеню.
Перкес был не слишком богат, но сумел обеспечить свою семью во время Великой депрессии 1930-х годов. Он был членом профсоюза, и пара регулярно читала коммунистическую газету Daily Worker. Перкес взял юного Курцмана с собой на работу, чтобы тот помог ему с дизайном и рисованием, и, в конце концов, задумался бы о профессии профессионального художника.
Несмотря на свою застенчивость в детстве, его учителя осознали интеллект Курцмана в начальной школе и позволили ему пропустить один класс. Свой художественный талант он проявил довольно рано, его рисунки мелом привлекали внимание детей и взрослых, которые собирались вокруг посмотреть на его работы. Свои работы он называл «Айки и Майки» (англ. Ikey and Mikey), поскольку они создавались под впечатлением стрипов Руба Голдберга «Mike and Ike». Его отчим также интересовался искусством, и брал мальчиков с собой в музеи. Мать также поощряла его художественное развитие и отдала его на уроки искусства. По субботам он ездил на метро на Манхэттен чтобы учиться рисованию. Родители отдали его в еврейский лагерь левого толка «Kinderland», в котором ему не понравилось прежде всего из-за догматической атмосферы. И хотя они не стыдились своих еврейских корней, ни один из братьев Курцманов не согласились на бар-мицву.
Курцман полюбил стрипы и только начавшиеся появляться книги комиксов в конце 1930-х. Неудовлетворенный тем, что он находил в газетах родителей, он копался в мусорных баках соседей, чтобы забрать воскресные выпуски соседских газет, в которых печатались комиксы. Он восхищался самыми разными стрипами, в том числе «Alley Oop» В. Т. Хэмлина, «Terry and the Pirates» Милтона Каниффа, «Dick Tracy» Честера Гулда, «Принца Вэлианта» Хэла Фостера, «Flash Gordon» Алекса Рэймонда и «Lil’l Abner» Эла Каппа. Он открыл для себя комикс «Дух» Уилла Айснера, который стал для него «стандартом, по которому он будет измерять другие комиксы», и назвал Айснера «выдающимся... виртуозным комиксистом, которого мир не видел ранее». Макеты страниц Айснера оказали значительное влияние на работу Курцмана.
В 14 лет Курцман выиграл конкурс карикатуристов, за который получил доллар и опубликовал свою работу в Tip Top Comics # 36 (апрель 1939 года). Его будущий партнер по совместной работе Джек Дэвис выиграл тот же конкурс несколькими выпусками ранее. После победы на ежегодном конкурсе искусств Джона Уонамейкера, Курцман получил стипендию на посещение средней школы в Высшей школе музыки и искусства. Его будущие коллеги Уилл Элдер, Эл Фелдстайн, Эл Джаффе, Джон Северин и Чарльз Стерн также посещали эту школу.  Курцман окончил школу в 16 лет в 1941 году и поступил в Cooper Union. Проучившись год, Курцман бросил учёбу, чтобы сосредоточиться на создании комиксов.

### Начало карьеры (1942–49)
Курцман познакомился с Альфредом Андриолой в 1942 году, вдохновленный цитатой в «Classic Comics and their Creators» Мартина Шеридана, в котором Андриола предложил помощь начинающим комиксистам. Курцман договорился о встрече, но реакция Андриолы на его работы была обескураживающей — он сказал Курцману отказаться от этого занятия. Курцман потом называл эту встречу «одним из худших дней в своей жизни», хотя он проигнорировал совет Андриолы и продолжил и дальше показывать свое портфолио различным людям.
Курцман продолжал весь 1942 год перебиваться случайными заработками, пока ему не подвернулась возможность настоящей работы — в студии Луиса Ферштадта, которая производила комиксы для Qualiy, Ace, Gilberton и Daily Worker. Его первая изданная работа была опубликована в 5 номере (сентябрь 1942 года) в журнале Classic Comics и представляла собой адаптацию «Моби Дика». Его первая работа в качестве отрисовщика была опубликована в Four Favorites #8 (декабрь 1942). Он же создал большое количество проходных работ в 1942 и 1943 годах, которые он потом называл «очень грубые, очень уродливые», прежде чем в 1943 году был призван в армию и принял участие во Второй Мировой войне.
Курцман проходил подготовку пехотинца, но за границу его так и не послали. Он служил в Луизиане, Северной Каролине, Южной Каролине и Техасе. Он иллюстрировал инструкции по эксплуатации, плакаты и листовки, а также рисовал карикатуры для газет военных лагерей и информационных бюллетеней. Во время прохождения службы, он был приглашен издателем и комиксистом Л. Б. Коулом, нарисовать супергероиню «Черная венера», для издателя Рэя Германа и его Orbit Publications. В 1944 году, находясь в Северной Каролине, он поработал в нескольких местных изданиях, и к концу октября 1945 года у него было несколько юмористических карикатур в журнале Yank. Количество работ позволило Курцману отточить свой стиль, который стал более изящным и четким.
Демобилизовавшись, Курцман столкнулся с жёсткой конкуренции в индустрии комиксов, поскольку на место отдельных студий пришёл фриланс. Он обратился в газету PM, но его портфолио не понравилось редактору отдела комиксов и карикатур Уолту Келли. После серии непродолжительных работ и партнёрств, Курцман встретился с выпускниками Школы музыки и искусств Уиллом Элдером и Чарльзом Стерном. В 1947 году они открыли Charles William Harvey Studio, но заказы они доставали с трудом. У всех троих не было предпринимательской жилки. Сам Курцман вёл бухгалтерию. В своей бродвейской студии, деятельность которой Курцман поддерживал до конца 1951 года, они сдавали место в аренду таким художникам, как Джон Северин, Дэйв Берг и Рене Госинни.
Курцман занимался составлением кроссвордов для издателя Мартина Гудмана с самого начала своей карьеры. Стэн Ли, дальний родственник Гудмана, работал редактором в гудмановском издательстве Timely Comics (предшественник Marvel Comics). Он предложил Курцману работу — создавать одностраничные подвёрстки, за такую работу платили, как правило, мало. Ли назвал эту полосу «Hey Look!», и Курцман выпустил 150 эпизодов с 1946 по 1949 годы.
На встрече выпускников Высшей школы музыки и искусства в начале 1946 года Курцман познакомился с Адель Хасан, которая на то время работала в издательстве Timely и встречалась с Уиллом Элдером. Она влюбилась в Курцмана, признавшись Элу Джаффе, что он «был из тех, за кого бы она хотела выйти замуж». Позднее в том же году, Timely запустило конкурс «Теперь ты можешь стать редактором!», и анкеты участников этого конкурса было поручено сортировать Хасан. Она была очень разочарована тем, что читателям не понравились стрипы «Hey Look!» Курцмана. В итоге она «заполнила урну для голосования» анкетами в пользу Курцмана, что побудило удивленного Стэна Ли загрузить Курцмана ещё большим объёмом работы. Курцману было поручено заняться историями о смешных животных под названием «Pigtales» и платили ему за это по стандартной ставке внештатника. Так как Харви стал чаще бывать в офисах Timely, они с Адель стали заигрывать и в конце концов начали встречаться. Осенью она ушла из Timely поскольку пошла учиться в колледже и начала часто переписываться с Курцманом. Вскоре после этого она бросила учёбу в колледже и в сентябре они поженились.
В 1948 году Курцман стал выпускать воскресные стрипы «Silver Linings», которые эпизодически публиковались в газете New York Herald Tribune в период между маем и июнем. В том же году Ли остановил работу над «Hey Look!», чтобы Курцман смог сосредоточиться на более масштабных работах рассчитанных на семейное чтение. Курцман был назначен художественным помощником при работе над комиксом «Rustie» по сценарию Ли, который представлял из себя имитацию стрипов «Blondie». Однако Курцман разочаровался в подобной работе и принялся искать другую работу. Работая внештатником, он продавал одностраничные комиксы «Egghead Doodle» и «Genius» издательствам Timely и Toby Press Эла Каппа. Он также продавал более масштабные работы издательству Toby, в том числе эпизоды его пародии на вестерны «Pot Shot Pete», недолго выходившей серии, в которой уже можно было проследить намёки на сатиру поп-культуры, благодаря которой Курцман прославился в дальнейшем.
Курцман натолкнулся на книгу «Crime Does Not Pay» Чарльза Биро, комикс, который который Курцман читал «с таким же волнением… с каким он читал андеграундные комиксы двадцать лет позднее». Эти истории давали совершенно иной взгляд, нежели чем тот, который был принят в комиксах той поры. И именно это повлияло на подход Курцмана к созданию военных комиксов и социальных драм, которые вскоре автор стал публиковать в EC Comics.

### EC Comics и журнал MAD (1949-56)
Курцман продолжал искать себе работу, публикуясь в издательствах Ace/ Periodical, Quality, Aviation Press, Timely и в журналах Varsity и Parents. Он издал несколько книг для детей, четыре из которых были сделаны в соавторстве с Рене Госинни. Несколько своих образовательных комиксов он принёс в офис издательства EC Comics, которое тогда ещё рассшифровывалось как «Educational Comics» (англ. Образовательные комиксы), когда им управлял Макс Гейнс, но его сын Билл сменил акценты и название компании на «Entertaining Comics» (англ. Развлекательные комиксы), когда этот бизнес достался ему по наследству. Гейнсу понравились стрипы «Hey Look!», однако в тот момент издательство не нуждалось в его навыках. Поэтому Гейнс направил Курцмана к своему брату Дэвиду, который предложил ему низкооплачиваемую работу над «Lucky Fights it Through», ковбойскую историю с просветительским подтекстом о сифилисе.
Начав работу в EC, Курцман стал получать регулярные задания от издателя с 1950 года. Весной того года, EC запустило «Новый тренд», линейку комиксов с хоррорами, фэнтези и научной-фантастикой, и Курцман начал работать над историями в этих жанрах. По сравнению с предыдущим годом его доход удвоился. В конце 1950 года он стал писать и редактировать журнал приключенческого толка, «Two-Fisted Tales», который он предложил как журнал комиксов в духе популярных стрипов Роя Крейна «Captain Easy». Курцмановский журнал отличался тем, что предлагал реалистичные истории вместо идеализма Крэйна. Это была невиданная, для американских комиксов, степень реализма. Затем, в середине 1951 года, последовал ещё один журнал с военными историями «Frontline Combat». Истории, публиковавшиеся в этом издании касались не только современных войн, но и затрагивали далекую историю, включая рассказы о римских легионерах и наполеоновских кампаний. Курцман отвергал идеализацию войны, которая охватила США в годы Второй мировой войны. Он проводил часы в библиотеке Нью-Йорка в поисках деталей и истины, которые стояли за написанными им рассказами. Во время своих изучений той или иной темы, он нередко опрашивал солдат или вступал с ними в переписку. Порой на изучение одной истории у него уходили дни и даже недели. Ради этого он мог напроситься на борт спасательного самолёта, или же отправить своего помощника Джерри ДеФуччо на подводную лодку ради сбора звуковых эффектов. (Первым докладом ДеФуччо с места была телеграмма из 10 слов: «МНОГИЕ ХРАБРЫЕ СЕРДЦА СПЯТ В ГЛУБИНЕ БУЛЬ БУЛЬ.») Эти истории сочувственно взирали на обе стороны конфликта, вне зависимости от национальности или этнической принадлежности. Курцман стремился рассказать то, что он считал объективной правдой о войне, обесценивая её и показывая её бесполезность, хотя сами рассказы не обязательно были антивоенными.
Гейнс дал Курцману большую художественную свободу, однако сам автор был строгим редактором. Он настаивал, чтобы художники, работавшие над его историями неукоснительно соблюдали его макеты. В целом художники уважали желание Курцмана, однако некоторые, среди которых были Берни Кригстайн и Дэн Барри, считали, что в этом ущемляется их собственная художественная самостоятельность.
Те, то работал в EC, получали оплату на основе своей выработки. Кропотливый подход Курцмана означал, что он был менее плодовитым, чем его коллега-писатель и редактор в EC Эл Фелдстайн, и Курцман ощущал себя финансово недооцененным из-за количества усилий, которые он вкладывал в свою работу. Он был финансово обременен ипотекой и семьей. К тому же он терпеть не мог содержание хорроров, которые выпускал Фелдстайн, и которые по продажам неизменно превосходили его работы. Он считал, что подобные истории оказывали такое же влияние на детей, что и шовинизм военных комиксов, против которых он, как он был убежден, усердно выступал в собственных работах. Вспомнив о его юмористических работах 1940-х годов, Гейнс предложил выпускать юмористический журнал, с целью увеличить доход Курцмана, поскольку он полагал, что в этом случае на изучение материала потребуется гораздо меньше времени и усилий. Журнал Mad дебютировал в августе 1952 года и Курцман написал сценарии для каждого рассказа первых 23-х выпусков. Рассказы в Mad были нацелены на то, что Курцман считал фундаментальной неправдой в пародируемых предметах, навеянной грубым юмором, который фигурировал в юмористических журналах в колледжах. Эти рассказы создавались все тем же поэтапным подходом, с каким Курцман создавал свои военные истории, а его макетам неукоснительно следовали художники, чаще всего Уилл Элдер, Джек Дэвис и Уолли Вуд.
Mad не сразу стал пользоваться успехом, однако сумел найти свою аудиторию к четвёртому выпуску, тираж которого был быстро продан. В этом выпуске была напечатана пародия на Супермена и Капитана Марвела, «Superduperman», нарисованная Вудом, в которой фигурировал и иск о нарушении авторских прав, который подало издательство National Periodicals (сегодня DC Comics) против Fawcett Comics. National также угрожало подать ещё один иск на эту пародию. EC и National пользовались услугами одного и того же адвоката, который посоветовал Гейнсу перестать публиковать подобные пародии. Пока Гейнс обдумывал его совет, Курцман обнаружил юридический прецедент, который давал Mad право на пародию. Гейнс нанял автора этого прецедента, чтобы тот написал краткое обоснование позиции EC, однако адвокат встал на сторону National. Гейнс проконсультировался с третьим адвокатом, который посоветовал Гейнсу не обращать внимания на подобные угрозы и продолжать и дальше публикацию пародий. National в итоге так и не подало иск. Когда Курцман спародировал персонажа Бэтмен (также принадлежавшего National) всего четыре выпуска после этого события, она включала в себя шесть предупреждающих знаков, плакатов и прочих заявлений, которые уверяли, что «Batboy and Rubin» представляют собой комедийную имитацию (например, «Не плевок, не карикатура, не гарпун, а СТЁБ!» (англ. «Not a spittoon, not a cartoon, not a harpoon, but a LAMPOON!»).
Пародирование конкретных целей стало одной из отличительных черт Mad. Начиная с апреля 1954 год, выходивший раз в два месяца Mad перешел на ежемесячный график выхода, после закрытия Frontline Combat, чьи продажи упали после окончания Корейской войны. Вскоре, другие издательства также стали выпускать собственные вариации на тему Mad, равно как это делало и само EC Comics, наладив выход журнала Panic под редакцией Фелдстайна. Курцман с головой ушел в работу над Mad, вкладывая в него столько же усилий, как и в работу над своими двумя военными комиксами. Поэтому ему не удалось добиться первоначальной цели, которая подразумевала под собой выпуск более легкого в работе журнала. Однако, с закрытием Frontline Combat Курцман полностью сосредоточился над Mad.
На протяжении первой половины 1950-х Курцман был одним из авторов ежедневного комикса «Флэш Гордон» Дэна Барри. Он писал сценарии для стрипов, части которых карандашом рисовал Фрэнк Фразетта. Вскоре этот стрип подвергся пародии в Mad, получив название «Flesh Garden!», который рисовал Вуд, ранее помогавший Барри в работе над стрипами о Флэше Гордоне. В 1954 году Курцман мечтал создать полноцветную, 100-страничную адаптацию Диккенса «Рождественская песнь» под названием «Marley’s Ghost», и предлагал этот проект Simon & Schuster и другим издательствам. Предложение включало в себя семь готовых страниц, а также страницу, переделанную Джеком Дэвисом на случай, если издателю не понравится курцмановский стиль рисовки. Амбициозный проект не нашёл издателя, поскольку комиксы на тот момент все ещё считались слишком низким жанром для подобного подхода.
С 1940-х годов детективные комиксы и хорроры вызывали беспокойство у тех, кого беспокоил рост преступности среди несовершеннолетних. Подкомитет Сената по преступности среди несовершеннолетних в 1954 году начал оказывать давление на подобные комиксы, и EC, будучи одним из основных поставщиков подобных жанров, начало сталкиваться с тем, что дистрибуторы начали отказываться от продукции издательства. Гейнс стал сворачивать выпуск этих изданий и попытался их заменить линейкой «Новое направление», но к осени 1955 года единственным оставшимся изданием EC Comics остался журнал Mad. Сам Гейнс в июле того года позволил Курцману переформатировать Mad в полноценный журнал, поскольку хотел удержать его от перехода из EC в журнал Pageant.
Курцман давно мечтал попасть в изящный мир журнального издательства и попытался убедить Гейнса выпускать Mad в более крупном формате нацеленном на взрослых. В августовском номере Pageant была опубликована статья «Теперь комиксы сошли с ума», а издатель Pageant Алекс Хиллман предложил Курцману работу. Понимая, что ему светит перспектива потерять своего редактора и автора, Гейнс уступил требования Курцмана. 24-й номер журнала Mad в новом формате (июль 1955 года) оказался более успешным, чем ожидалось, и его даже пришлось допечатывать, что является очень необычным делом в журнальном бизнесе. Новый формат стал более амбициозным и включал в себя тщательно проработанные пародии на рекламу и тексты от таких юмористов, как Эрни Ковач, Стэн Фреберг и Стив Аллен. Примерно в это же время Курцман представил и щербатого парня, ставшего талисманом журнала, равно как и его девиз «Что, я волнуюсь?». Позднее Фелдстайн назвал его Альфредом И. Ньюманом. 
Одновременно с этим, некогда пробовавший себя в области карикатуры Хью Хефнер к середине 1950-х стал журнальным магнатом благодаря журналу Playboy. Он восхищался курцмановским Mad и встретился с Курцманом в Нью-Йорке, чтобы выразить ему свою признательность. Тогда же он сказал Курцману, что если тот когда-нибудь надумает уйти из Mad, ему готово место в империи Хефнера. Получив такую поддержку, Курцма потребовал от Гейнса правового контроля над Mad в виде акций. Не желая терять редактора единственного оставшегося издания, Гейнс предложил 10% акций. Так как это не давало бы Курцману необходимый контроль, Харви ответил требованием дать ему 51% акций. Гейнс отказался и здесь их пути разошлись. Курцман обратился к Хефнеру, а Гейнс нанял Эла Фелдстайна в качестве редактора Mad.

### Trump, Humburg и Jungle Book (1957–59)
«...мы все как-то заявляли о себе в очень глупой затее, коей являлся журнал художников... Все мы наскребли денег и двинулись в издательский бизнес, чего художники никогда не должны делать по очень простой причине, что они упускают из виду практические соображения выживания в бизнес. Искусство становится всем, а рынок — вторичным». 
— Курцман в интервью
Хефнер нанял Курцмана в апреле 1956 года. Стильный, полноцветный журнал Trump появился на прилавках в январе 1957 года. Среди карикатуристов, которые работали в Trump, были и постоянные авторы Mad, такие как Элдер, Вуд, Дэвис и Джаффе, а также Расс Хит и новые художники, такие как Ирвинг Гейс, Арнольд Рот и Р. О. Блехман. Свою лепту внесли и такие авторы, как Мел Брукс, Роджер Прайс, Дудлс Уивер и Макс Шульман. Журнал, розничная цена которого составляла 50 центов, был более роскошной, но и более рискованной версией Mad и продажи его пошли хорошо. К сожалению у Хефнера в тот момент начались финансовые проблемы, и Trump был свёрнут после второго номера. Журнал пользовался спросом на рынке, но уже накопил 100 000 долларов расходов, о которых Хефнер сказал: «Я дал Харви Курцману неограниченный бюджет, а он его превысил».
Хефнер лично сообщил эту новость Курцману — в больнице, где родился его третий ребенок, Элизабет. Адель рассказывала потом, что это был единственный раз, когда она видела своего мужа плачущим. Позднее сам Курцман сказал, что Trump ближе всего стоял к «идеальному юмористическому журналу». 
Пока художники Trump размышляли о сложившейся ситуации в офисах Playboy, Рот заявился с бутылкой скотча. И когда все они уходили из офиса, уже возникла идея сделать свой собственный журнал, Humburg. Издание финансировалось и управлялось самими художниками, хотя никто из них не имел опыта по ведению бизнеса. Лишь художник Джек Дэвис остался равным акционером и единственным наёмным сотрудником, несмотря на отказ финансово поддержать проект — его участие считалось жизненно важным для успеха предприятия. Все остальные потом шутили, что Дэвис оказался единственным, кто зарабатывал деньги на Humburg.
Возглавляемая Курцманом, сплоченная группа единомышленников намеревалась создать высококачественное издание в духе юмористических журналов издававшихся в колледжах, но только рассчитанную на широкую аудиторию. Наряду с сатирой поп-культуры, которая была основным продуктом Mad и Trump, Humbug включал в себя и сатиру на актуальные и политические темы. Хефнер предоставил группе необходимое рабочее пространство по недорогой цене, чувствуя вину за столь резкую отмену выпуска Trump. 
Humburg сразу же столкнулся с препятствиями из-за своего небольшого формата, что затрудняло его поиск в газетных киосках. Плюс возникли проблемы с распространением. Два последних выпуска Humbug были напечатаны в стандартном журнальном размере, а цена журнала выросла с пятнадцати центов до двадцати пяти. В последнюю минуту количество страниц 11-го номера было увеличено с тридцати двух страниц до сорока восьми, включив в себя перепечатанные материалы из Trump. Этот последний номер включал в себя самоуничижительное обращение Курцмана, в котором резюмировалась карьера художников и заявлялось о закрытии Humburg. После своего распада члены группы пошли разными дорогами.
После закрытия Humburg, Курцман несколько лет проработал фрилансером в таких журналах, как Playboy, Esquire, Madison Avenue, The Saturday Evening Post, TV Guide и Pageant. Вместе с Эллиотом Каплином он создал «Kermit the Hermit», плохо принятый публикой стрип. В 1958 году Курцман предложил журналу TV Guide стрипы пародирующие западные телешоу для взрослых; отказ от их публикации его особенно разочаровал. 
В 1959 году издательство Ballantine Books искала что-то взамен своей успешной линейки репринтных изданий Mad, после того, как Гейс передал права другому издательству. До этого Ballantine уже издавала The Humburg Digest в подобном формате, пусть даже его продажи оставляли желать лучшего. Курцман предложил издать в таком формате полноценную оригинальную книгу, которую Иэн Баллантайн с оговорками принял на веру из уважения к Курцману. Курцмановская «Jungle Book» стала первой книгой комиксов для массового рынка в США, и согласно биографу Курцмана Дениса Китчена — она стала предшественником графического романа. Принимая во внимание, что его истории Mad были нацелены на молодёжную аудиторию, Курцман сделал «Jungle Book» для взрослых, что было совершенно необычно в американских комиксах. Продажи «Jungle Book» были плохими, хотя сама книга оставалась фаворитом среди небольшого числа преданных поклонников. Если бы книга оказалась успешной, то Курцман был намерен продолжить создавать книги в похожем направлении.